# Václav Linhart
Václav Linhart (21. července 1892 v Praze – 4. července 1942 v Plzni) byl účastník protinacistického odboje, člen Rady hlavního města Prahy. Pracoval jako faktor (obchodní zprostředkovatel) tiskárny Ministerstva národní obrany (později Ministerstva vnitra).

## Život

### Dětství
Narodil se v rodině mlynářského Jana Linharta (1854–??) a matky Pavlíny Berty, rozené Jirkovské (1854–??). Měl šest sourozenců – tři bratry a tři sestry.

### Odboj
V rámci odbojové činnosti se zabýval rozšiřováním ilegálních tiskovin. Spolu s Jaroslavem Vojtou v roce 1939 ve Vojtově bytě (Pravoúhlá 1682/7, Praha 5) rozmnožili 2000 letáků s provoláním Dr. Edvarda Beneše "Všem věrným Čechoslovákům". . .  .
Václav Linhart byl spolupracovník ilegální organizace Obrana národa a měl vazbu i na legendární Tři krále. (Byl znám jako pověstný kliďas.) Pro potřeby odboje dával k dispozici svůj domek ve Studeném u Jílového u Prahy i svůj pražský byt. Až do svého odchodu do ilegality bydlel v domě na adrese Rozkošného 1058/3, Praha 5. I po jeho odchodu do ilegality z bytu vysílala radiostanice Sparta II. Také zde Václav Linhart ukrýval radiotelegrafistu Jindřicha Klečku a další odbojáře (například frátera emauzského kláštera Antonína Němečka a MUC. Václava Rusého).
Po přepadení jinonického akcízu (4. října 1941) v ranních hodinách dne 5. října 1941 byla v domě zatčena jeho manželka Karla Linhartová.  Během zatýkání gestapo zastřelilo zcela nezúčastněného podnájemníka (spal tu noc v bytě Václava a Karly Linhartových) v domnění, že se jedná o Václava Linharta. Václav Linhart včas uprchl a stejně jako Karel Prokop z jinonického akcízu nalezl útočiště na interní klinice profesora MUDr. Františka Šimera v Plzni (V Plzni používal Václav Linhart krycí jméno "Slabý".) Prakticky tak od 5. října 1941 byl Václav Linhart setrvale stíhán gestapem.
Dopaden byl až 4. července 1942 v Plzni a to v souvislosti s dopadením MUC. Václava Rusého. Během pokusu o zatčení (některé prameny uvádějí, že při převozu) spolkl cyankáli a zemřel v plzeňské služebně gestapa. Byl zpopelněn v plzeňském krematoriu.
Jeho manželka Karla Linhartová byla vězněna v Ravensbrücku, kde se dožila konce okupace. Syn Miloš také válku přežil.

## Pamětní deska rodině Linhartových

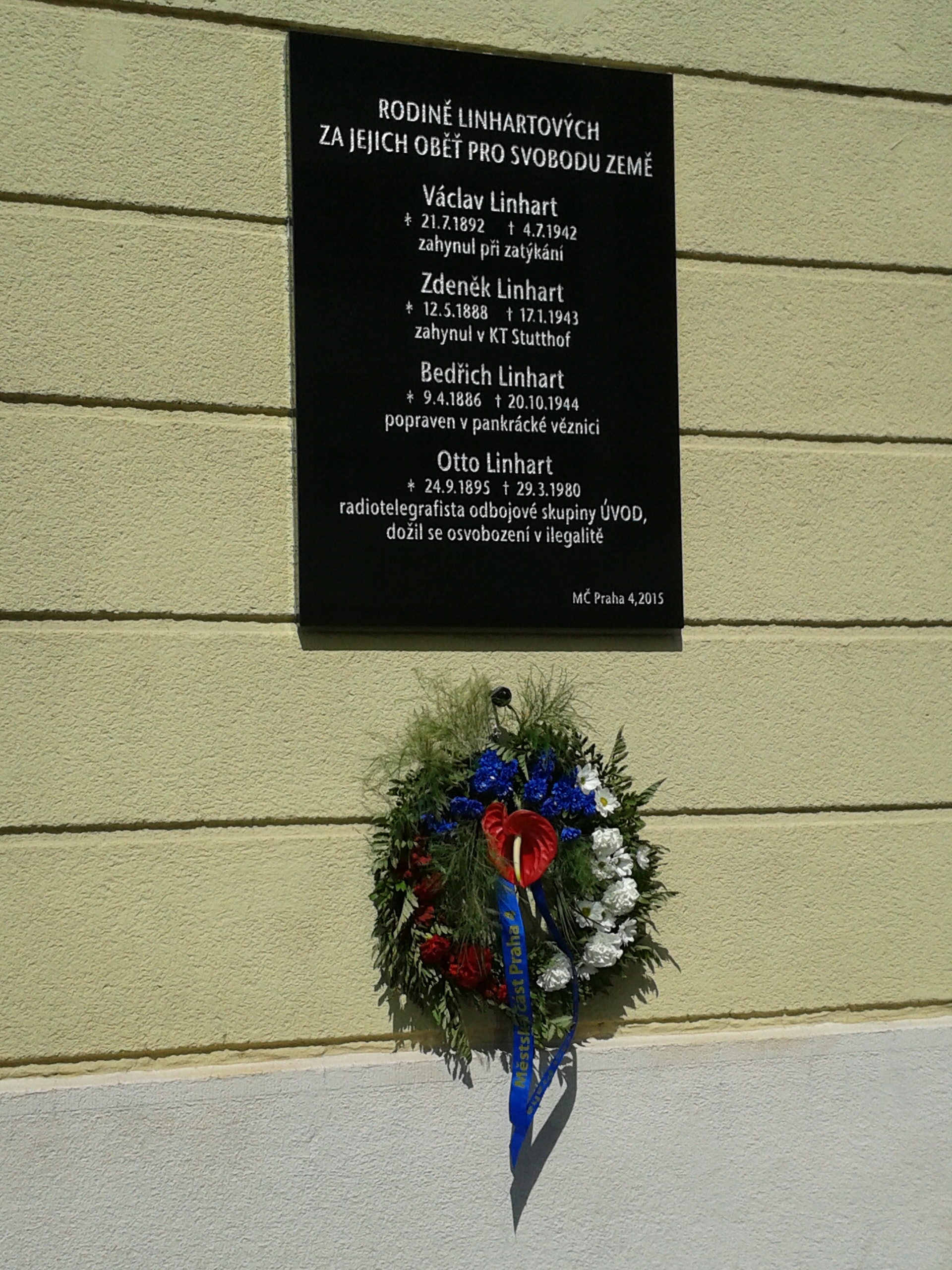
Pamětní deska bratrům Linhartovým

Na domě číslo popisné 1063 v ulici "Na Bitevní pláni" (orientační číslo 16; Praha 4, Nusle; nedaleko pražského Paláce kultury) odhalil dne 18. května 2015 (u příležitosti 70. výročí konce války) starosta městské části Praha 4 pamětní desku bratrům Linhartovým.   V tomto domě žil Otto Linhart, který se (spolu se svými bratry: Bedřichem, Zdeňkem a Václavem) aktivně podílel na nekomunistickém protifašistickém odboji. O provedení pamětní desky a o textu na ní rozhodlo druhé jednání komise "Rady pro kulturu, volný čas a náboženské společnosti" dne 19. února 2015. Jako materiál byla zvolena černá leštěná žula s vyrytým stříbrným písmem a následujícím textem:
           RODINĚ LINHARTOVÝCH

ZA JEJICH OBĚŤ PRO SVOBODU ZEMĚ 

         Václav Linhart

   * 21.7.1892    † 4.7.1942

       zahynul při zatýkání 

          Zdeněk Linhart 

   * 12.5.1888    † 17.1.1943 

       zahynul v KT Stutthof 

         Bedřich Linhart 

   * 9.4.1886    † 20.10.1944 

       zahynul v pankrácké věznici 

         Otto Linhart 

   * 24.9.1895    † 29.3.1980 

  radiotelegrafista odbojové skupiny ÚVOD, 

     dožil se osvobození v ilegalitě

MČ Praha 4, 2015

## Bratři Linhartové

Bratři Linhartové
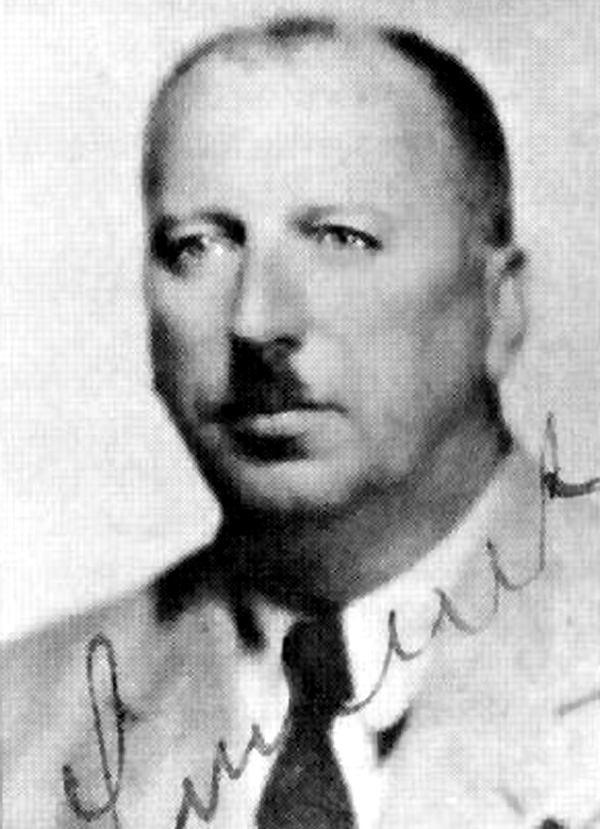
Bedřich Linhart (1886 – 1944)
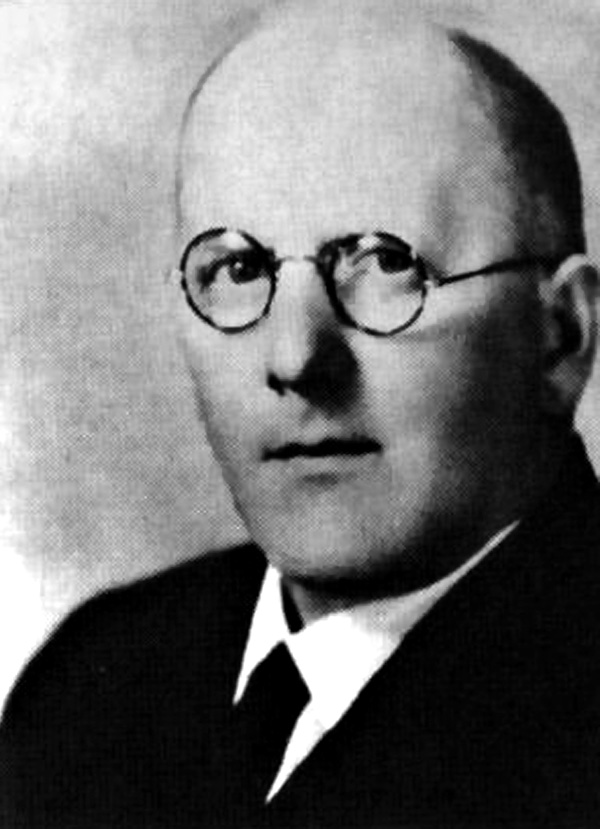
Zdeněk Linhart (1888 – 1943)
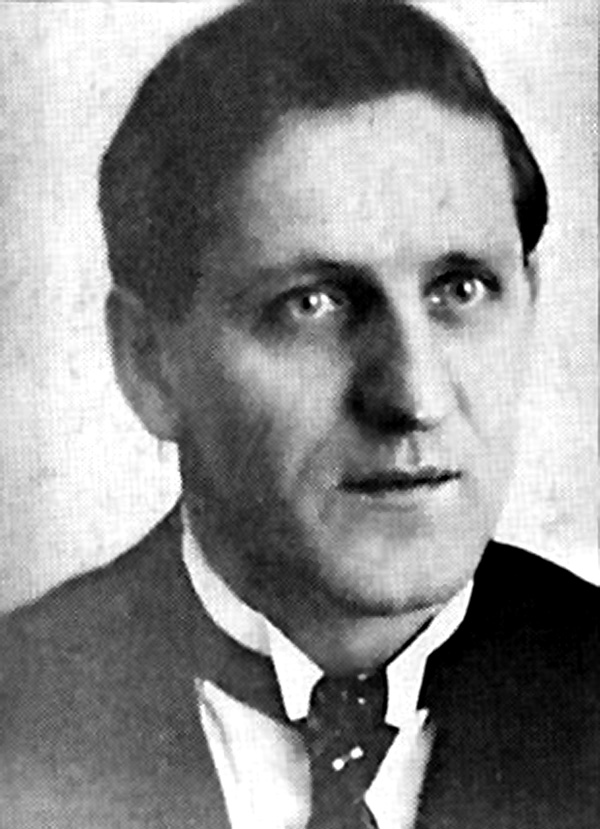
Václav Linhart (1892 – 1942)
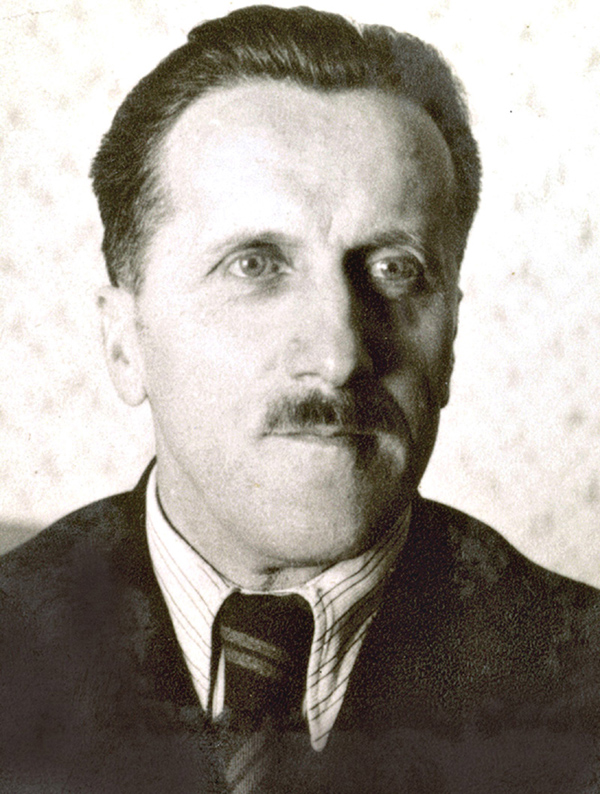
Otto Linhart (1895 – 1980)

## Místa odpočinku
Otto Linhart spolu se svojí chotí Boženou Linhartovou je pochován na pražském Nuselském hřbitově (Krčská ulice), ostatní členové rodiny Linhartů (Václav Linhart, Bedřich Linhart, Zdeněk Linhart) pak v hrobě rodiny Linhartů na Podolském hřbitově.  

Místa odpočinku členů rodiny Linhartových
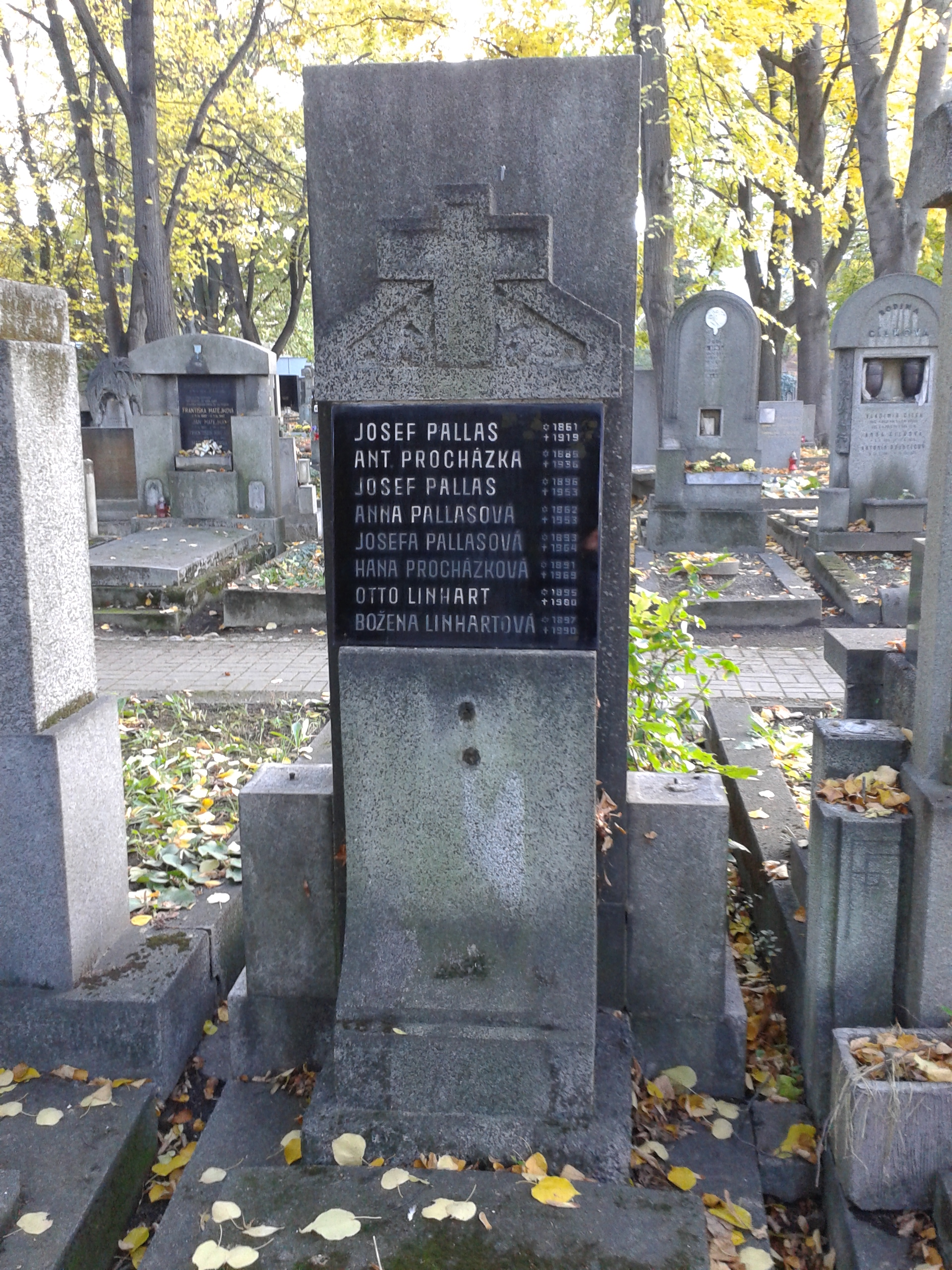
Nuselský hřbitov Otto Linhart a Božena Linhartová
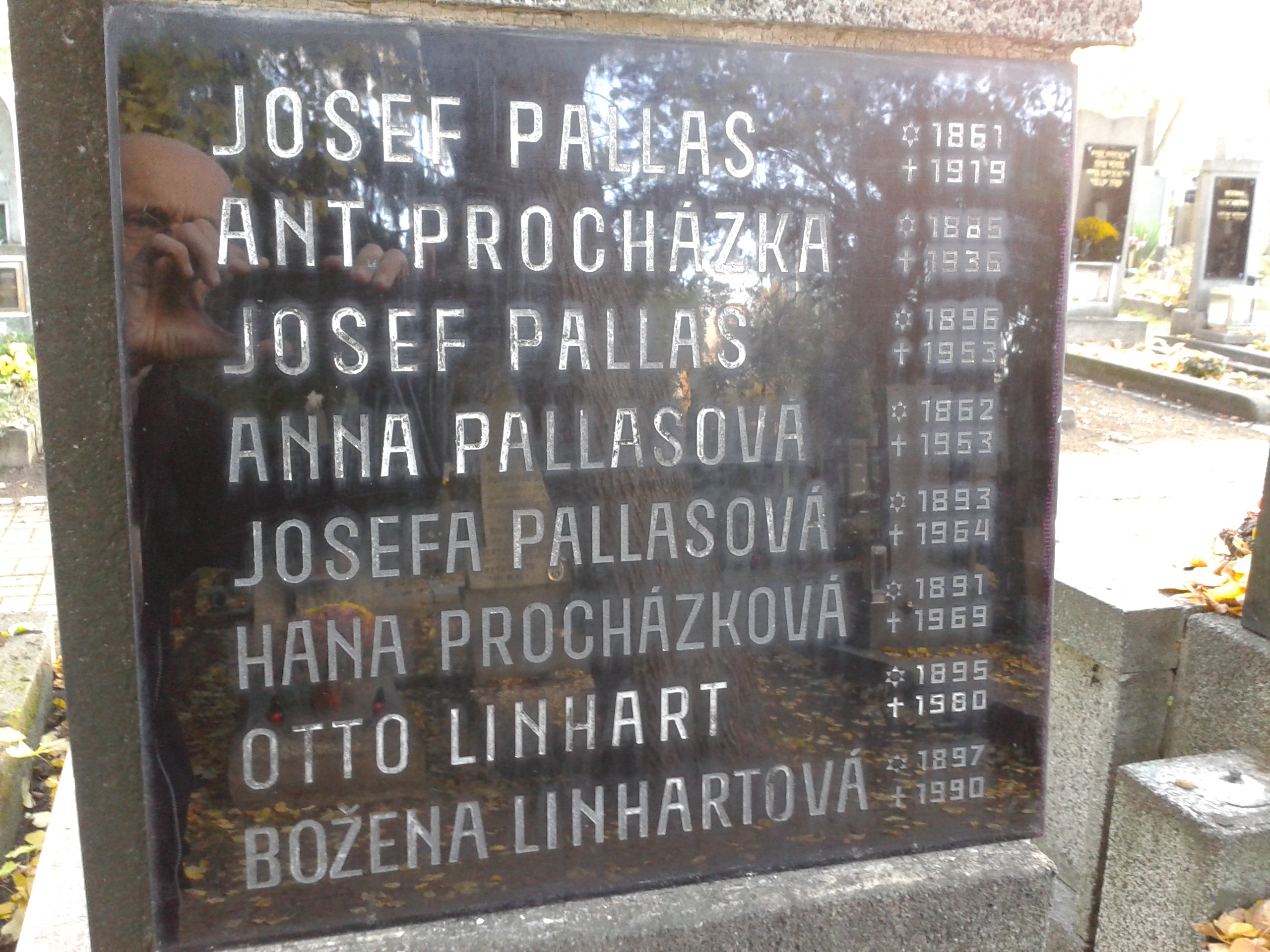
Nuselský hřbitov Otto a Božena Linhartová (detail desky)
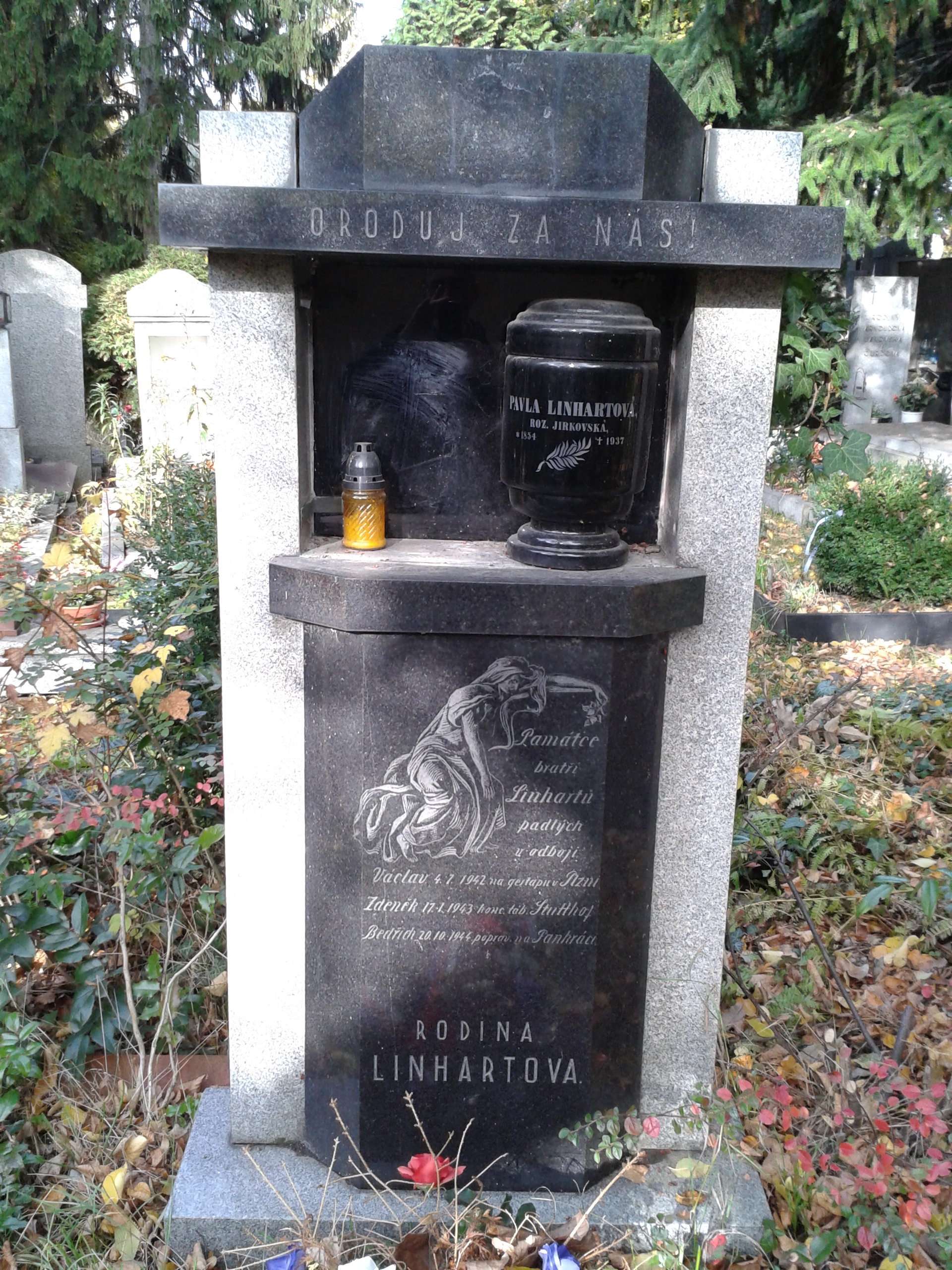
Podolský hřbitov Václav, Zdeněk a Bedřich Linhartovi
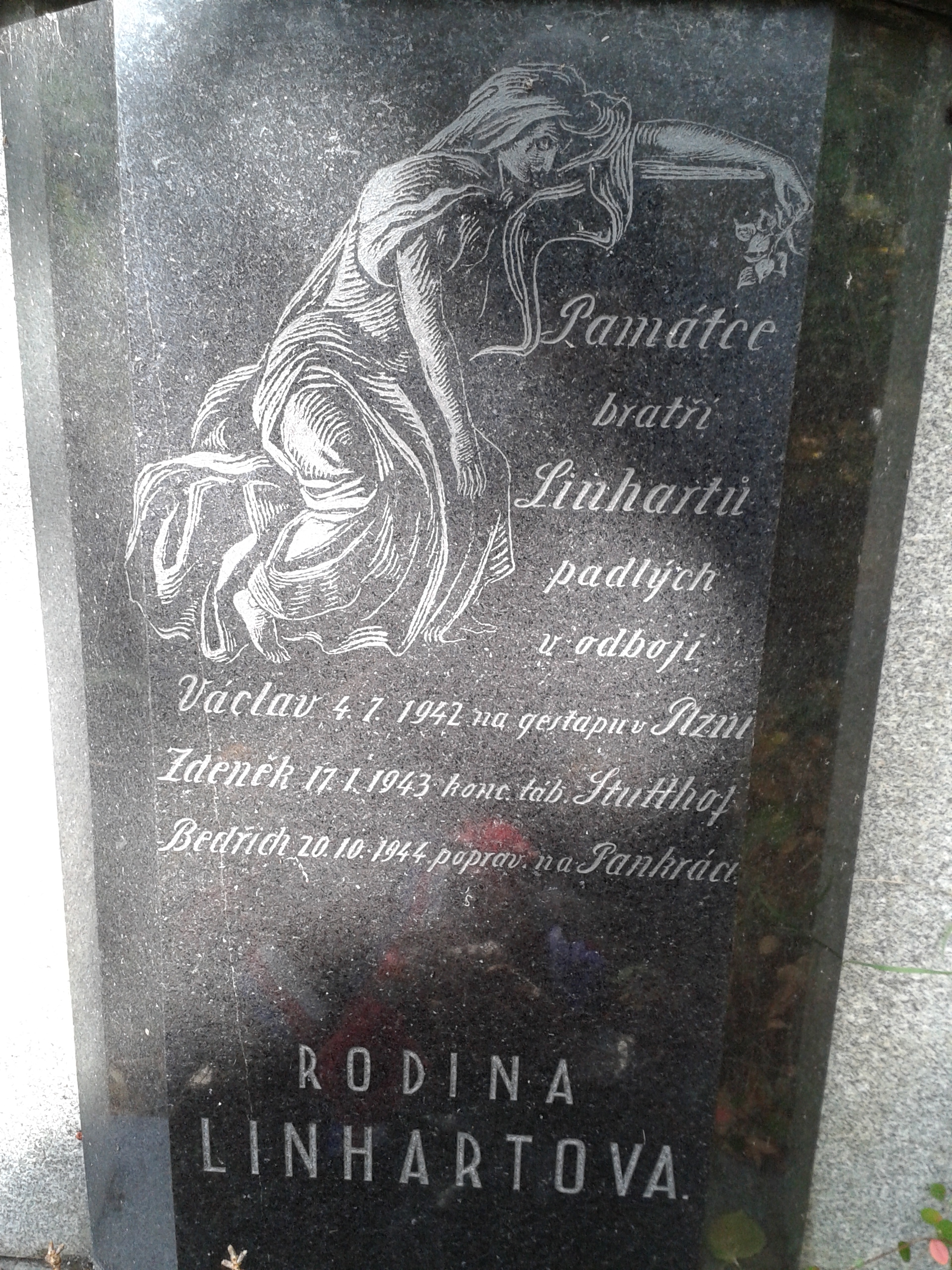
Podolský hřbitov Václav, Zdeněk a Bedřich Linhartovi (detail desky)